# Irene Dische

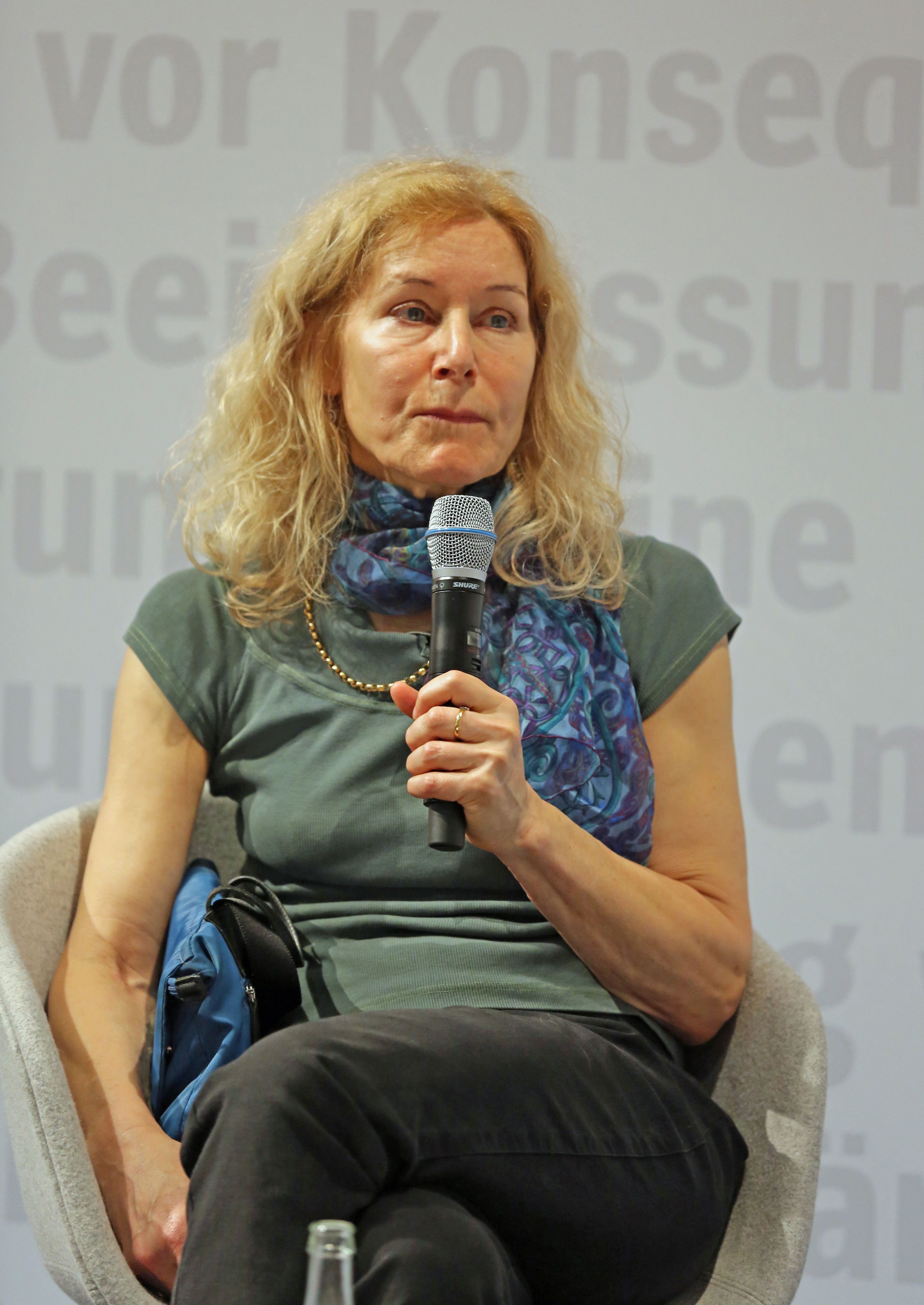
Irene Dische (2017)

Irene Dische (* 13. Februar 1952 in New York) ist eine Schriftstellerin mit amerikanischer und österreichischer Staatsbürgerschaft. Sie lebt in Rhinebeck, New York, und Berlin.

## Leben und Wirken
Dische wurde als Tochter des Biochemikers Zacharias Dische (Dische-Probe) und der Biochemikerin, Ärztin und Gerichtspathologin Renate Rother in New York geboren und wuchs dort auch auf. 1969 begab sich die Siebzehnjährige dann als Tramperin auf eine Weltreise. Von 1970 bis 1972 arbeitete Dische für den Paläoanthropologen Louis Leakey in Ostafrika. Nach ihrer Rückkehr studierte sie an der Harvard University und veröffentlichte erste Reportagen in The New Yorker und in The Nation. 1977 zog Irene Dische nach Berlin, wo sie bis heute neben Rhinebeck, New York, vorwiegend lebt. Dische ist mit dem deutschen Strafverteidiger Nicolas Becker verheiratet. Das Paar hat zwei Kinder, den Übersetzer Léon Dische-Becker und die Journalistin und Filmemacherin Emily Dische-Becker (* 1983). Hans Magnus Enzensberger gilt als Disches deutscher Entdecker und Förderer.
1989 wurde Dische mit der unter dem Titel Fromme Lügen veröffentlichten Sammlung von Erzählungen erstmals einem größeren literarisch interessierten Publikum bekannt. Seitdem fanden die aus dem Englischen übersetzten Geschichten oft zuerst, manchmal sogar ausschließlich in deutscher Sprache ihre Verbreitung. Für die Übersetzung zeichnete oftmals Reinhard Kaiser verantwortlich. 1990 folgte die Erzählung Der Doktor braucht ein Heim. 1993 publizierte Dische mit Ein fremdes Gefühl oder Veränderungen über einen Deutschen ihren ersten Roman. Esterházy, das sie gemeinsam mit Hans Magnus Enzensberger und Michael Sowa (als Zeichner) veröffentlichte, war Disches erstes Kinderbuch. 1986 drehte Dische ihren ersten Film, den Dokumentarfilm Zacharias über ihren Vater. 2000 folgte mit Ein Job der erste Kriminalroman.
Disches Roman Großmama packt aus wurde Ende 2005 in der Frankfurter Allgemeinen Zeitung in Fortsetzungen abgedruckt.
In Berlin nahm sie 1990 den emigrierten Pianisten Anatol Ugorski auf, dem sie den Weg zur späten internationalen Karriere öffnete. Seine Interpretation von Beethovens Diabelli-Variationen inspirierte sie zum Roman Ein fremdes Gefühl.
1989 wurde Dische mit dem Deutschen Kritikerpreis ausgezeichnet. 1991 erhielt sie als erste Preisträgerin den Jeanette Schocken Preis. Sie ist Mitglied im P.E.N.-Club Liechtenstein, einem Zentrum der internationalen Schriftstellervereinigung P.E.N.

## Werke
- Fromme Lügen. Sieben Geschichten, Eichborn Verlag, Frankfurt am Main 1989, Reihe Die Andere Bibliothek.
- Der Doktor braucht ein Heim, 1990.
- Ein fremdes Gefühl oder Veränderungen über einen Deutschen. Roman. 1993 (Übersetzung: Reinhard Kaiser), ISBN 3-455-40132-5.
- Esterházy. Eine Hasengeschichte. Mit Hans Magnus Enzensberger und Michael Sowa. 1993.
- Die intimen Geständnisse des Oliver Weinstock. Wahre und erfundene Geschichten. 1994.
- Das zweite Leben des Domenico Scarlatti. Eine Nachstellung. 1995.
- Zwischen zwei Scheiben Glück. (Übersetzung: Reinhard Kaiser) 1997.
- Ein Job. Kriminalroman. 2000 (Übersetzung: Reinhard Kaiser).
- Fährnisse der Schönheit oder Wie man die Unfall-Therapie anwendet. 2004 (Übersetzung: Reinhard Kaiser).
- Großmama packt aus. Roman. Hoffmann und Campe Verlag, Hamburg 2005 (Übersetzung: Reinhard Kaiser).
- Lieben. Loves. Erzählungen. 2006, ISBN 3-455-40012-4.
- Der Doktor braucht ein Heim. Erzählung. 2007, ISBN 978-3-455-40084-7.
- Clarissas empfindsame Reise. Roman. 2009, ISBN 978-3-455-40133-2.
- Amerikanische Hochzeit., Roman. Hoffmann und Campe, Hamburg 2015, ISBN 978-3-455-40477-7 (Übersetzung: Gerhard Henschel).
- Schwarz und weiß. Übersetzt von Elisabeth Plessen. Hoffmann & Campe, Hamburg 2017, ISBN 978-3-455-40477-7.
- Zum Lügen ist es nie zu spät. Sämtliche Erzählungen. Hoffmann & Campe, Hamburg 2018, ISBN 978-3-455-00005-4.
- Die militante Madonna. Roman. Hoffmann & Campe, Hamburg 2021, ISBN 978-3-455-01196-8, (Übersetzung: Ulrich Blumenbach).[2]

Irene Disches Werke wurden u. a. in das Dänische, Französische, Hebräische, Italienische, Katalanische, Niederländische und Spanische übersetzt.

## Verfilmungen
- 2008: Ein Job (Fernsehfilm)

## Sonstiges
Laut Dische sollte der autobiografische Roman Großmama packt aus ursprünglich den Titel The Biography of Irene Dische tragen, wobei die Erzählfigur des Romans, Disches Großmutter Elisabeth Rother, als Autorin fungiert hätte. Da sich diese Variante als nicht praktikabel erwies, griff Dische auf einen Titelvorschlag Enzensbergers zurück, wodurch das Buch seinen jetzigen Titel erhielt.